# Byron Pringle
Byron Pringle (* 17. November 1993 in Tampa, Florida) ist ein US-amerikanischer American-Football-Spieler auf der Position des Wide Receivers. Zuletzt spielte er für die Washington Commanders in der National Football League (NFL). Zuvor spielte Pringle von 2018 bis 2021 für die Kansas City Chiefs, mit denen er den Super Bowl LIV gewann, sowie 2022 für die Chicago Bears.

## Frühe Jahre
Pringle wurde in Tampa im US-Bundesstaat Florida geboren, wo er auch aufwuchs. Er besuchte die Robinson High School, an der er in der Footballmannschaft aktiv war. 2010 wurde er im Alter von 16 Jahren wegen verschiedener Verbrechen, unter anderem Autodiebstahls und bewaffneten Raubüberfällen zu einer vierjährigen Bewährungsstrafe verurteilt. Daraufhin verbrachte er sein drittes Highschooljahr an einer Technischen Schule in Tampa, ohne Football spielen zu können, ehe er für sein letztes Jahr an die Robinson High School zurückwechselte. Dort war er ein wichtiger Teil der Mannschaft, der sowohl in der Offense als auch in der Defense und den Special Teams zum Einsatz kam. In der Offense fing er Pässe für 391 Yards und 7 Touchdowns, in der Defense konnte er vier Interceptions fangen. Daneben konnte er als Return Specialist vier weitere Touchdowns erzielen. Für seine guten Leistungen wurde Pringle ins Second-Team Class 5A All-Florida gewählt. Ursprünglich wollte Pringle nach seinem Highschoolabschluss für die Youngstown State University aus Youngstown, Ohio College Football spielen. Doch da er im Juli 2013 erneut wegen Raubes verhaftet wurde, verlor er sein Stipendiumsangebot. Zu einer erneuten Verurteilung kam es jedoch nicht.
Deswegen entschied sich Pringle, nach seinem Highschoolabschluss zunächst für das Butler Community College aus El Dorado, Kansas zu spielen. Dort wurde er zunächst geredshirted, konnte in seinem zweiten Jahr jedoch mit guten Leistungen überzeugen. Er konnte den Ball für 432 Yards und neun Touchdowns fangen und wurde ins Second-Team All-Kansas Jayhawk Community College Conference Team gewählt. Zur Saison 2017 wechselte er schließlich an die Kansas State University in Manhattan, Kansas, und war dort in der Footballmannschaft aktiv. In den folgenden zwei Jahren an der Schule kam er in insgesamt 25 Spielen zum Einsatz und konnte dabei den Ball für 1355 Yards und 10 Touchdowns fangen. Daneben kam er weiterhin als Return Specialist zum Einsatz. Auch mit seinem Team war er erfolgreich, so konnten sie 2016 den Texas Bowl sowie 2017 den Cactus Bowl gewinnen.

## NFL
Beim NFL-Draft 2018 wurde Pringle von keinem Team ausgewählt. Daraufhin unterschrieb er im Juni 2018 einen Vertrag bei den Kansas City Chiefs als Undrafted Free Agent. Nachdem er sich jedoch in einem Preseason-Spiel verletzt hatte, wurde er auf die Injured Reserve Liste gesetzt und kam in der Saison 2018 nicht zum Einsatz. So gab er sein NFL-Debüt schließlich am 1. Spieltag der Saison 2019 beim 40:26-Sieg gegen die Jacksonville Jaguars, bei dem er hauptsächlich in den Special Teams zum Einsatz kam. Am 3. Spieltag konnte er beim 33:28-Sieg gegen die Baltimore Ravens seinen ersten Pass von Quarterback Patrick Mahomes für 7 Yards fangen. Am 5. Spieltag konnte er bei der 13:19-Niederlage gegen die Indianapolis Colts seinen ersten Touchdownpass in der Liga von Mahomes fangen. Insgesamt fing er in dem Spiel den Ball für 103 Yards, bis dato seine Karrierehöchstleistung. So beendete er die Regular Season seines ersten aktiven Jahres in der NFL mit Einsätzen in allen 16 Spielen, bei denen er den Ball für 170 Yards und einen Touchdown fangen konnte. Da die Chiefs in der Saison 12 Spiele gewannen und nur vier verloren, konnten sie die AFC West gewinnen und sich somit für die Playoffs qualifizieren. Dort gab er sein Debüt beim 51:31-Sieg gegen die Houston Texans in der 2. Runde. Auch beim 35:24-Sieg gegen die Tennessee Titans im AFC Championship Game kam er in den Special Teams zum Einsatz. Durch den Sieg qualifizierten sich die Chiefs für Super Bowl LIV gegen die San Francisco 49ers. Pringle kam in dem Spiel erneut in den Special Teams zum Einsatz und konnte drei Tackles zum 31:20-Sieg beitragen.
Auch in der Saison 2020 kam er zumeist in den Special Teams, unregelmäßiger auch mal in der Offense zum Einsatz. Am 7. Spieltag konnte er beim 43:16-Sieg gegen die Denver Broncos einen Kick-Off vom Kicker der Broncos, Brandon McManus, für 102 Yards direkt zu einem Touchdown für die Chiefs returnen. Daraufhin wurde er zum AFC Special Teams Player of the Week gewählt. Am 8. Spieltag stand er beim 35:9-Sieg gegen die New York Jets erstmals als Starter auf dem Platz. Da die Chiefs in der Saison sogar 14 Spiele gewinnen konnten, konnten sie sich über einen Sieg in der AFC West erneut für die Playoffs qualifizieren. Beim 22:17-Sieg gegen die Cleveland Browns in der zweiten Runde kam er ebenso wie beim 38:24-Sieg gegen die Buffalo Bills im AFC Championship Game als Starter zum Einsatz. Auch in Super Bowl LV gegen die Tampa Bay Buccaneers war er Starter und konnte einen Pass für drei Yards fangen sowie drei Kicks für 87 Yards returnen. Nichtsdestotrotz verloren die Chiefs das Spiel mit 9:31.
In der Saison 2021 etablierte sich Pringle auch immer mehr zu einer wichtigen Kraft in der Offense der Chiefs. Er kam in jedem Spiel auch in der Offense zum Einsatz, daneben blieb er der Kick Returner der Chiefs. Beim 36:10-Sieg gegen die Pittsburgh Steelers am 16. Spieltag konnte er erstmals zwei Touchdowns in einem Spiel fangen. Da die Chiefs in dieser Saison 12 Spiele gewannen und nur 5 verloren, konnten sie zum wiederholten Male die AFC West gewinnen und sich somit für die Playoffs qualifizieren. Dort trafen sie in der ersten Runde erneut auf die Pittsburgh Steelers, und erneut konnte Pringle zwei Touchdowns in einem Spiel fangen, seine ersten beiden in der Postseason. Dabei war ein Touchdownpass erneut von Mahomes, der zweite gelang ihm jedoch nach einem Pass bei einem Trickspielzug von Travis Kelce Beim folgenden 42:36-Sieg gegen die Buffalo Bills in der Divisional Round gelang ihm ein weiterer Touchdown, das folgende AFC Championship Game verloren die Chiefs allerdings gegen die Cincinnati Bengals mit 24:27.
Im März 2022 unterschrieb Pringle einen Einjahresvertrag bei den Chicago Bears. Dort war er zunächst Back-Up als Wideout Wide Receiver für Equanimeous St. Brown. Er debütierte für sein neues Team am 1. Spieltag der Saison 2022 beim 19:10-Sieg gegen die San Francisco 49ers, bei dem er einen Pass für 22 Yards fing. Beim 23:20-Sieg gegen die Houston Texans am 3. Spieltag stand er erstmals in der Startformation seiner Mannschaft, zog sich jedoch eine Wadenverletzung zu, wegen der er mehrere Spiele verletzungsbedingt verpasste und auf die Injured-Reserve-List gesetzt wurde. So gab er erst am 10. Spieltag bei der 30:31-Niederlage gegen die Detroit Lions sein Comeback. Am 12. Spieltag konnte er bei der 10:31-Niederlage gegen die New York Jets seinen ersten Touchdown für sein neues Team nach Pass von Quarterback Trevor Siemian erzielen. Bei der 20:25-Niederlage gegen die Philadelphia Eagles am 15. Spieltag gelang ihm nach Pass von Justin Fields erneut ein Touchdown. So beendete er die Saison mit 135 Receiving Yards und zwei Touchdowns. Nach der Saison wurde er erneut ein Free Agent.
Im Juli 2023 nahmen die Washington Commanders Pringle unter Vertrag. Auch in Washington war Pringle zunächst Backup, hier hinter Terry McLaurin, Curtis Samuel und Jahan Dotson. Er debütierte für sein neues Team direkt am 1. Spieltag beim 20:16-Sieg gegen die Arizona Cardinals. Beim 35:33-Sieg gegen die Denver Broncos am 2. Spieltag konnte er seinen ersten Pass für vier Yards von Sam Howell fangen. In der Folge blieb er Backup und kam sowohl in der Offense als auch in den Special Teams zum Einsatz. Am 11. Spieltag stand er bei der 19:31-Niederlage gegen die New York Giants zum ersten und einzigen Mal in der Saison in der Startformation und konnte dabei drei Pässe für 22 Yards fangen. Insgesamt konnte er 2023 14 Pässe für 161 Yards fangen. Für die Saison 2024 unterschrieb Pringle erneut bei den Commanders, wurde jedoch vor Saisonbeginn am 6. September 2024 entlassen.

## Karrierestatistiken
| Legende | Legende            |
| ------- | ------------------ |
| Fett    | Karrierehöchstwert |

### Regular Season
| Saison                             | Team             | Spiele | Spiele      | Gefangen     | Gefangen     | Gefangen     | Gefangen     | Gefangen     | Returning    | Returning    | Returning    | Returning    | Returning    | Fumbles      | Fumbles      | TD gesamt    |
| Saison                             | Team             | Gesamt | als Starter | Passfänge    | Yards        | Avg          | Lang         | TD           | Anzahl       | Yards        | Avg          | Lang         | TD           | Gesamt       | verlorene    | TD gesamt    |
| ---------------------------------- | ---------------- | ------ | ----------- | ------------ | ------------ | ------------ | ------------ | ------------ | ------------ | ------------ | ------------ | ------------ | ------------ | ------------ | ------------ | ------------ |
| 2018                               | Chiefs           | 0      | 0           | Ohne Einsatz | Ohne Einsatz | Ohne Einsatz | Ohne Einsatz | Ohne Einsatz | Ohne Einsatz | Ohne Einsatz | Ohne Einsatz | Ohne Einsatz | Ohne Einsatz | Ohne Einsatz | Ohne Einsatz | Ohne Einsatz |
| 2019                               | Chiefs           | 16     | 0           | 12           | 170          | 14,2         | 28           | 1            | 2            | 41           | 20,5         | 22           | 0            | 0            | 0            | 1            |
| 2020                               | Chiefs           | 13     | 3           | 13           | 160          | 12,3         | 37           | 1            | 10           | 324          | 32,4         | 102          | 1            | 0            | 0            | 2            |
| 2021                               | Chiefs           | 17     | 5           | 42           | 568          | 13,5         | 40           | 5            | 25           | 621          | 24,8         | 39           | 0            | 2            | 1            | 5            |
| 2022                               | Bears            | 11     | 4           | 10           | 135          | 13,5         | 35           | 2            | 0            | 0            | 0,0          | 0            | 0            | 0            | 0            | 2            |
| 2023                               | Commanders       | 17     | 1           | 14           | 161          | 11,5         | 26           | 0            | 9            | 251          | 27,9         | 40           | 0            | 1            | 1            | 0            |
| Gesamte Karriere                   | Gesamte Karriere | 74     | 13          | 91           | 1194         | 13,1         | 40           | 9            | 46           | 1237         | 26,9         | 102          | 1            | 3            | 2            | 10           |
| Quelle: pro-football-reference.com |                  |        |             |              |              |              |              |              |              |              |              |              |              |              |              |              |

### Postseason
| Saison                             | Team             | Spiele | Spiele      | Gefangen     | Gefangen     | Gefangen     | Gefangen     | Gefangen     | Returning    | Returning    | Returning    | Returning    | Returning    | Fumbles      | Fumbles      | TD gesamt    |
| Saison                             | Team             | Gesamt | als Starter | Passfänge    | Yards        | Avg          | Lang         | TD           | Anzahl       | Yards        | Avg          | Lang         | TD           | Gesamt       | verlorene    | TD gesamt    |
| ---------------------------------- | ---------------- | ------ | ----------- | ------------ | ------------ | ------------ | ------------ | ------------ | ------------ | ------------ | ------------ | ------------ | ------------ | ------------ | ------------ | ------------ |
| 2018                               | Chiefs           | 0      | 0           | Ohne Einsatz | Ohne Einsatz | Ohne Einsatz | Ohne Einsatz | Ohne Einsatz | Ohne Einsatz | Ohne Einsatz | Ohne Einsatz | Ohne Einsatz | Ohne Einsatz | Ohne Einsatz | Ohne Einsatz | Ohne Einsatz |
| 2019                               | Chiefs           | 3      | 0           | 0            | 0            | 0,0          | 0            | 0            | 0            | 0            | 0,0          | 0            | 0            | 0            | 0            | 0            |
| 2020                               | Chiefs           | 3      | 3           | 6            | 39           | 6,5          | 11           | 0            | 5            | 129          | 25,8         | 41           | 0            | 0            | 0            | 0            |
| 2021                               | Chiefs           | 3      | 2           | 12           | 82           | 6,8          | 15           | 3            | 5            | 114          | 22,8         | 27           | 0            | 0            | 0            | 3            |
| Gesamte Karriere                   | Gesamte Karriere | 9      | 5           | 18           | 121          | 6,7          | 15           | 3            | 10           | 243          | 24,3         | 41           | 0            | 0            | 0            | 3            |
| Quelle: pro-football-reference.com |                  |        |             |              |              |              |              |              |              |              |              |              |              |              |              |              |